# Borgo Marinari

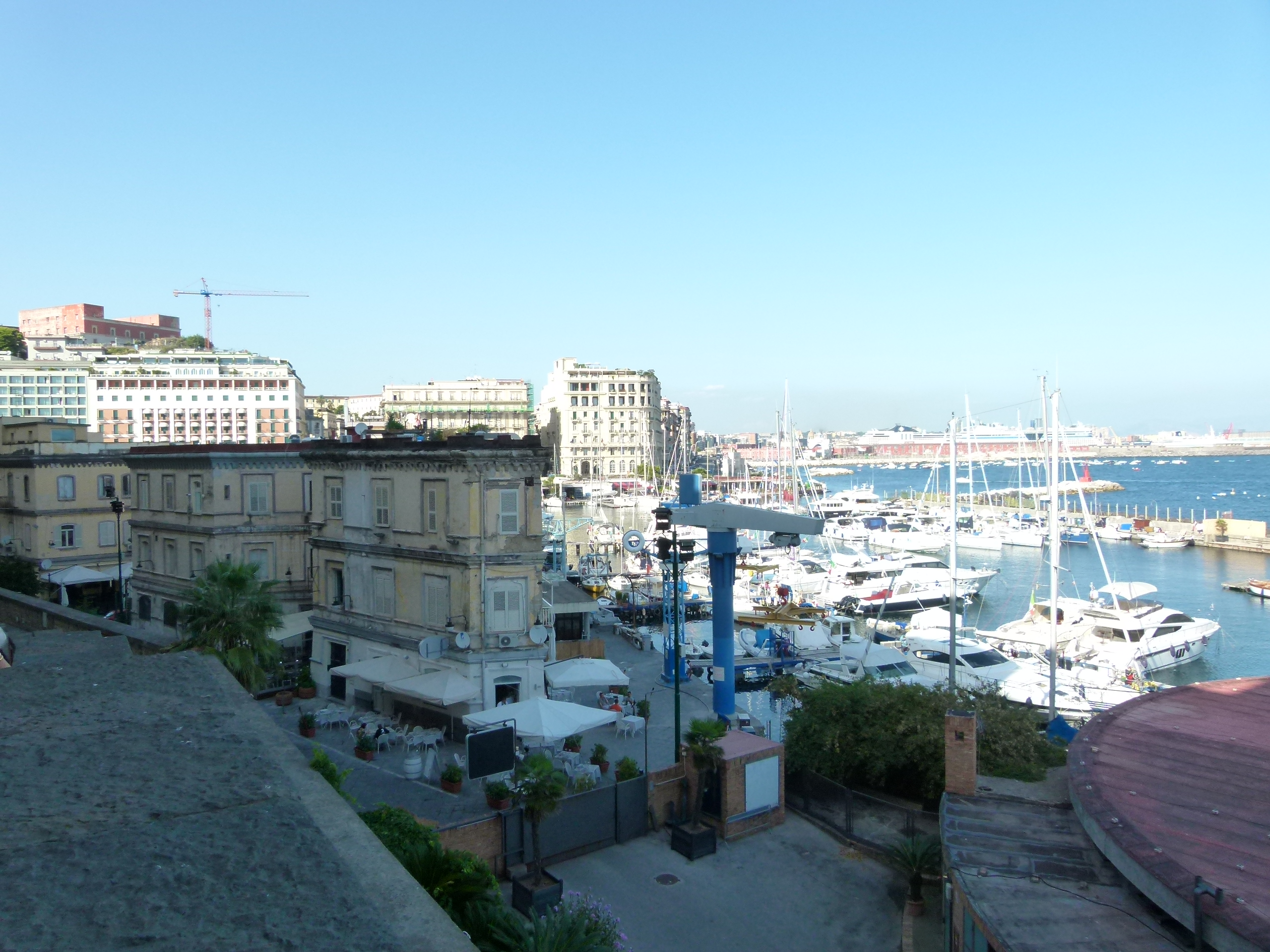
El Borgo Marinari y al fondo el Monte Echia.

El Borgo Marinari está situado en el Islote de Megaride, al lado del Castel dell'Ovo, en el barrio de San Ferdinando de Nápoles, Italia. Está conectado a la tierra firme mediante un istmo artificial unido con el Borgo Santa Lucia.

## Historia
El islote de Megaride era ya en el siglo I a. C. sede de una dependencia de la Villa di Licinio Lucullo. En el siglo V se asentaron aquí algunos monjes basilianos que fundaron su convento, dedicado primero a San Salvador y posteriormente a San Sebastián. Por este motivo el islote se llama Isolotto di San Salvatore. Actualmente del convento solo queda la Chiesa di San Salvatore.
Por la amenaza de una invasión normanda, en la época tardo ducal, los monjes se trasladaron, para hacer espacio a un fortín. Tras la conquista de Nápoles, los normandos confiaron al arquitecto Buono la transformación del fortín en fortaleza, embrión del futuro Castel dell'Ovo.

## Descripción
La vida del borgo está relacionado con las actividades de su puerto deportivo y las del vecino borgo Santa Lucia, del que constituye su salida al mar. Antiguamente desde aquí salían los barcos de los contrabandistas de cigarrillos. Solo en los años noventa las fuerzas del orden consiguieron derrotar definitivamente este lucroso tráfico. Actualmente el borgo ha sido renovado y alberga principalmente actividades culturales y turísticas. El puerto deportivo soporta el funcionamiento de los círculos náuticos del muelle Santa Lucia, donde están amarrados numerosas lanchas, yates y veleros.
Además del castillo, el borgo tiene pocos edificios. Contiene exactamente seis edificios, todos de dos plantas, y en el centro hay una plaza. Dada su vocación turística, las actividades comerciales son en su mayoría bares y restaurantes, junto con tiendas y oficinas de náutica.

## Galería de imágenes

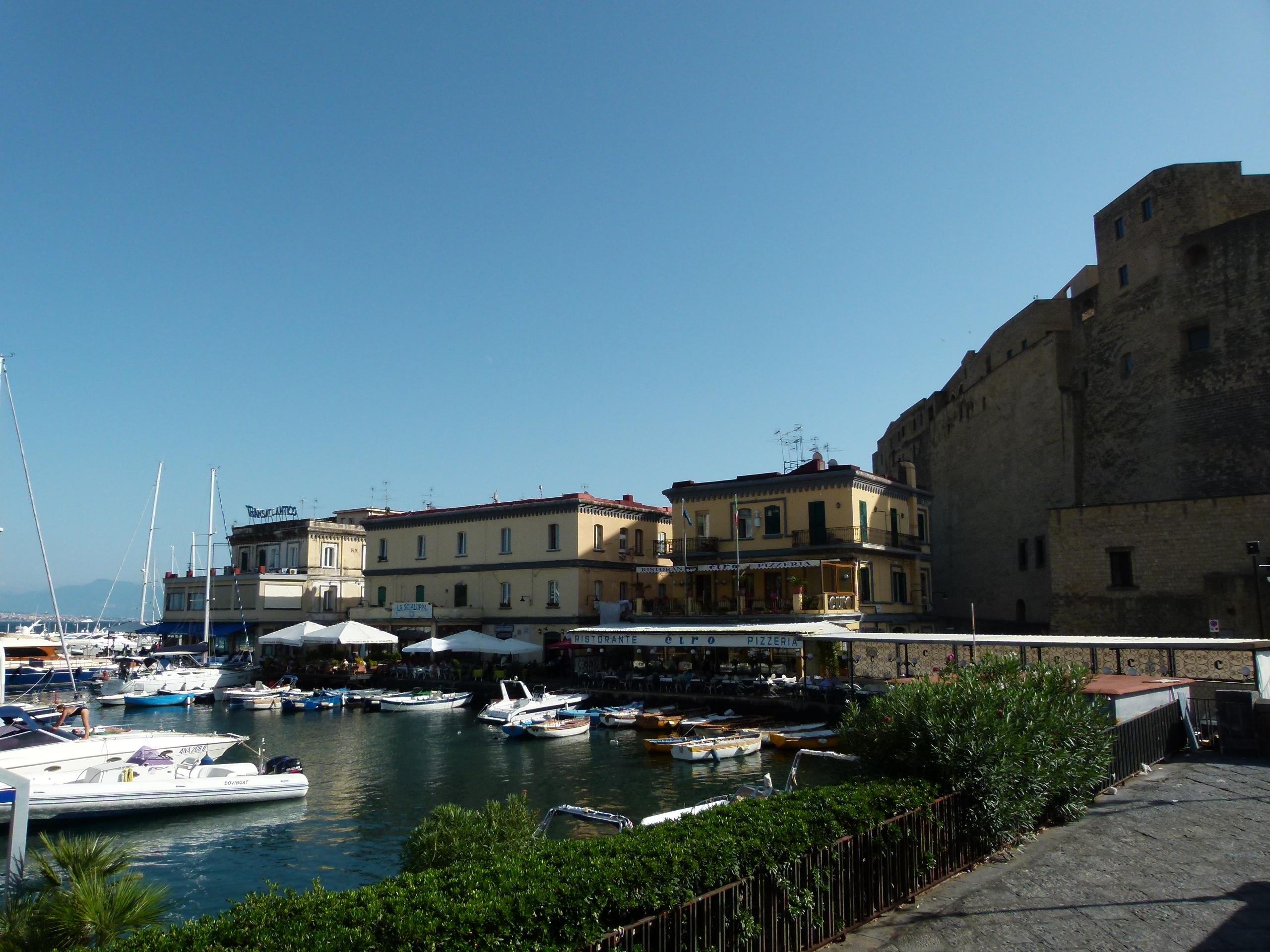
El puerto deportivo del Borgo Marinari
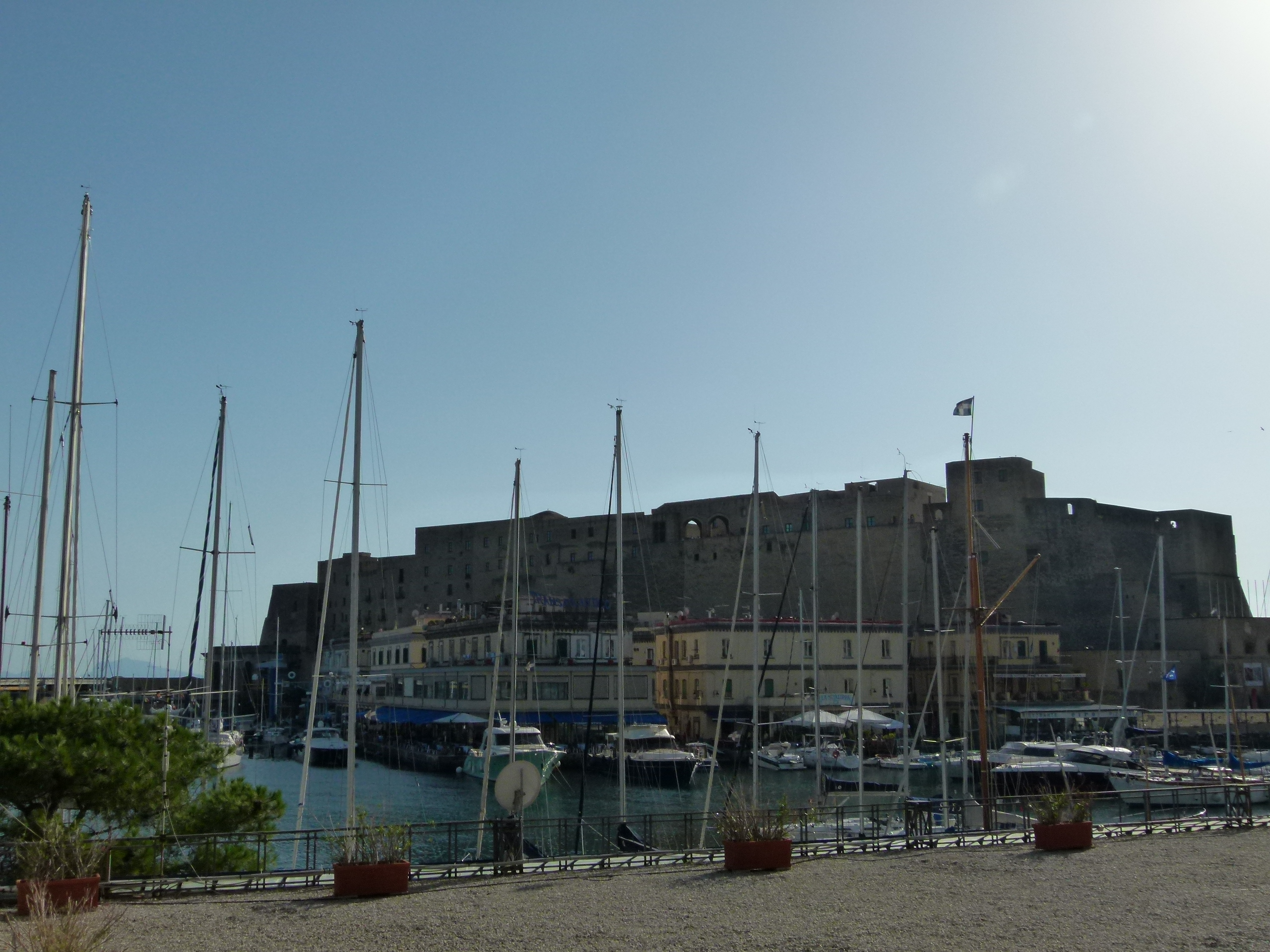
El Borgo Marinari a la ombra del Castel dell'Ovo
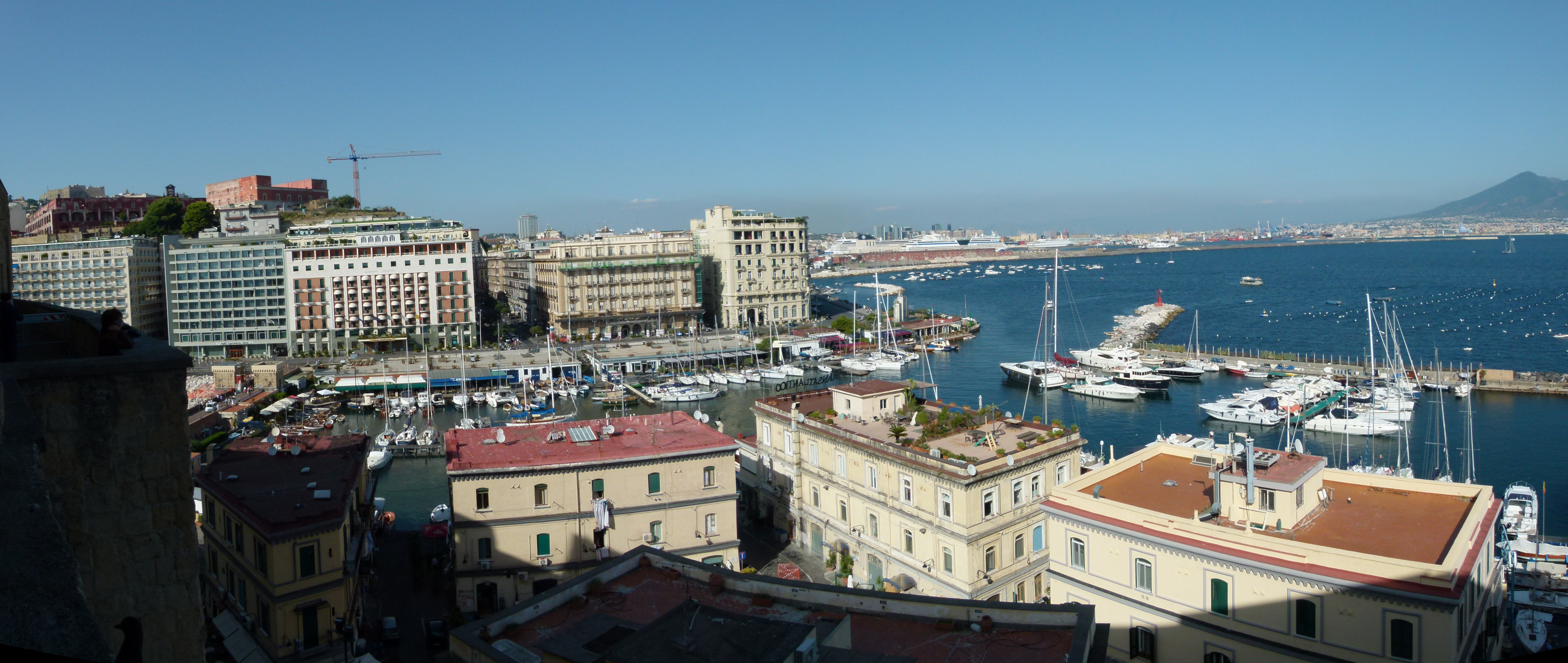
El puerto del borgo desde el Castel dell'Ovo
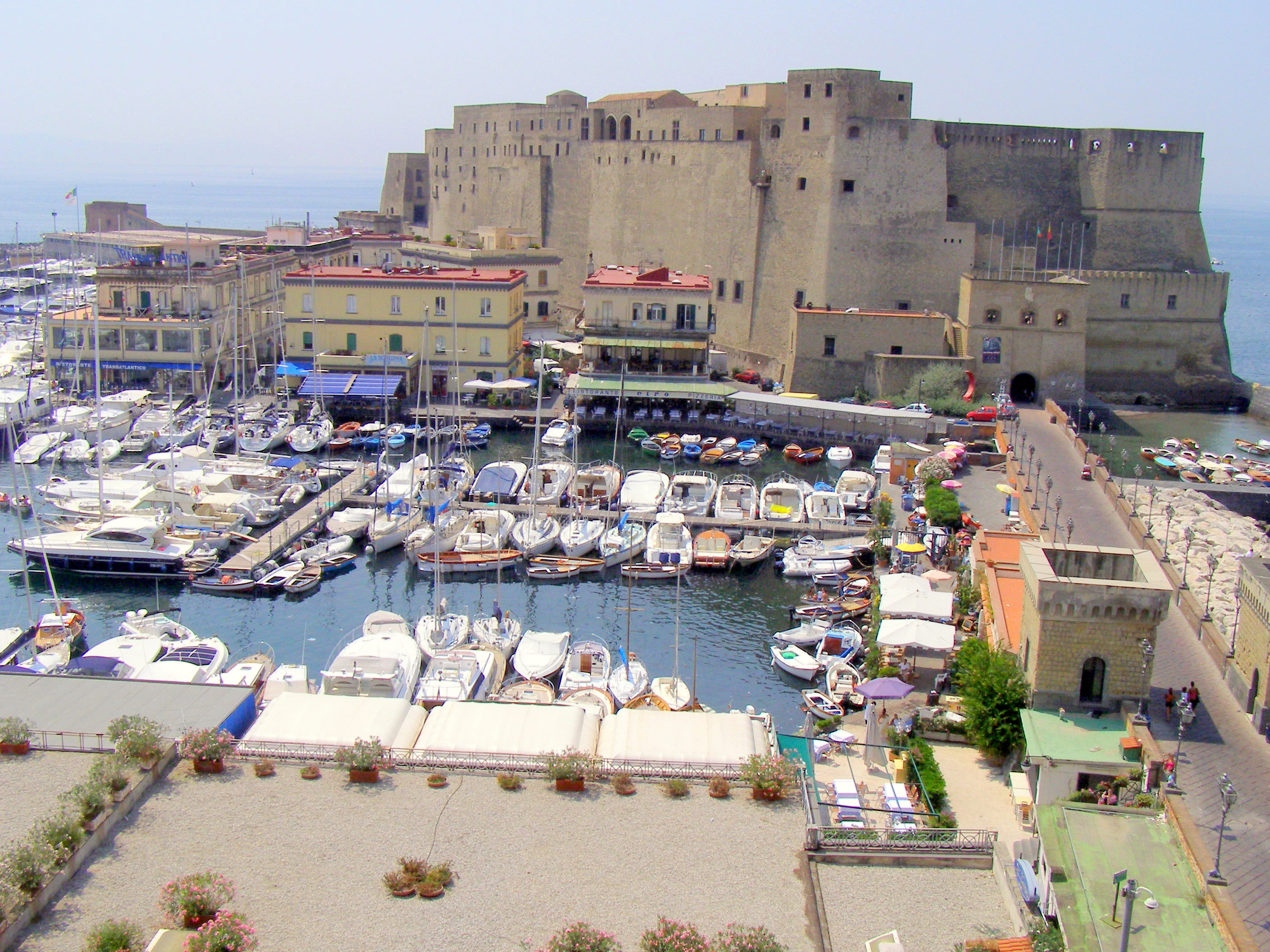
El Borgo Marinari con el puerto